# Eliana Stabile
Eliana Noemí Stabile (Merlo, Provincia de Buenos Aires, Argentina; 26 de noviembre de 1993) es una futbolista argentina que juega como lateral izquierdo en Boca Juniors de la Primera División A de Argentina y también es parte de la Selección Nacional de Fútbol de Argentina. 

## Trayectoria
Su debut profesional fue en el año 2008 dentro del River Plate, donde pasó cinco años en la institución de Nuñez. 
En el 2013, decidió dejar el equipo «Millonario» para pasar a jugar como delantera en el clásico rival de River Plate, Boca Juniors, el club del que es hincha.
El 14 de diciembre del 2016 fue nominada para el premio Xeneize llevado a cabo en el Museo de la Pasión Boquense en reconocimiento a los deportistas amateurs del club, donde compitió con sus colegas Cecilia Ghigo, Elisabeth Minnig por el premio Xeneize de Plata y Xeneize de Oro.
En Boca Juniors se afianzó rápidamente y se convirtió en una pieza importante, sólida en defensa e importante en sus proyecciones. Además de a poco se fue adueñando de la pelota detenida, pateando no solo los tiros libres sino también los remates desde el punto penal.
El 14 de noviembre de 2018, luego de lograr la clasificación para la Copa del Mundo de Francia 2019 Stabile viajó hacia Manaos, Brasil en busca de ganar la Copa Libertadores con el Atlético Huila de Colombia. En el mismo equipo jugaba con otras tres compañeras de la misma nacionalidad (Fabiana Vallejos, Lucía Martelli y Aldana Cometti). En el comienzo de la copa, Atlético Huila se enfrentó ante Peñarol de Uruguay, ganando por 3 goles a 0 donde Stabile convirtió uno de estos tres goles. Luego perdió ante el Audax de Brasil. En la última fecha de la fase de grupos, fue victoria por 3-1 ante Unión Española de Ecuador, con otro gol de la zurda Stabile. En las semifinales frente a Iranduba de Brasil, la defensora convierte nuevamente uno de los goles desde el punto de penal para ayudar al equipo a la clasificación hacia la final de la copa. El 2 de diciembre de 2018, Atlético Huila se enfrentó al Santos de Brasil donde el equipo Colombiano ganó la copa desde los 12 pasos, y convirtiendo nuevamente Stabile para consagrarse campeona de la Copa Libertadores de América.
El sábado 9 de marzo de 2019 se dio un encuentro histórico debido a que el plantel de Futbol Femenino de Boca Juniors por primera vez jugaban un partido oficial en La Bombonera en el marco de una iniciativa por el club Xeneize por el Día Internacional de la Mujer. El equipo se enfrentaban al Lanús en la quinta fecha del campeonato, siendo Eliana Stabile suplente en el encuentro.
El 9 de agosto de 2019, después de 28 años el fútbol femenino de Boca Juniors se profesionalizó y Eliana Stabile firmaría su primer contrato profesional entre otras 18 jugadoras más de la institución luego de jugar los Juegos Panamericanos de Lima.
El miércoles 25 de septiembre de 2019 se daría el primer Superclásico femenino de la era Semiprofesional en el Estadio Alberto J. Armando, en esta ocasión el partido se dio en el debut del campeonato de primera división y varias de las jugadoras jugarían cobrando un sueldo profesional. El espectáculo se llevó ante 4 mil socios en la platea baja. Eliana Stabile fue titular en dicho encuentro donde Boca Juniors se impuso por 5 goles en el superclásico ante River Plate, pero no convirtió ningún tanto.
El 31 de enero de 2020 se llevaría a cabo en la provincia de San Luis el Torneo de Verano que se disputó como un cuadrangular que incluyó a Boca, River y a la Selección de San Luis. El conjunto «Xeneize» y el de la banda habían vencido a las locales en sus respectivos partidos. Tanto las «Millonarias» como «Las Gladiadoras» se impusieron ante las locales por 2-0. El equipo de Boca Juniors se coronó campeón tras vencer por 2-0 a River Plate en el estadio La Pedrera. El primer gol del partido lo marcó Clarisa Huber, a los 30 minutos del primer tiempo luego de una asistencia de Eliana Stabile. En el comienzo de la segunda parte, cuando solo iban cinco minutos, Carolina Troncoso decretó el 2-0 para Boca Juniors.
El 19 de enero de 2021, se consagró campeona con la camiseta de Boca Juniors logrando una goleada ante River Plate por 7-0. Consiguió el primer campeona de la era semiprofesional del fútbol femenino en Argentina.
A comienzos de 2022 se marcha al Santos, en lo que es su segunda experiencia fuera de Argentina.
El 12 de agosto de 2023 se confirma su retorno a Boca Juniors, firmando un contrato hasta diciembre de 2024.

### Clubes
| Clubes         | País      | Año       |
| -------------- | --------- | --------- |
| River Plate    | Argentina | 2008-13   |
| Boca Juniors   | Argentina | 2013-18   |
| Atlético Huila | Colombia  | 2018-19   |
| Boca Juniors   | Argentina | 2019-21   |
| Santos         | Brasil    | 2022-23   |
| Boca Juniors   | Argentina | 2023-Act. |

## Selección nacional
Debutó en la selección de fútbol argentina ante Uruguay en agosto de 2017.
Fue una de las grandes figuras del triunfo que la Selección argentina cosechó ante Panamá en el estadio de Arsenal de Sarandí, anotando dos goles por el partido de ida del repechaje rumbo a la Copa del Mundo de Francia 2019.
Eliana se destacó en el sector izquierdo, pero, además, hizo un golazo desde afuera del área y selló, con un penal, la goleada 4-0 ante las centroamericanas.
El 22 de mayo de 2019 la AFA confirmó la lista para la Copa Mundial Femenina de Futbol 2019 siendo como sede Francia siendo convocada Stabile como una de las defensoras de las Selección Argentina de Futbol Femenino.
En la Copa Mundial Femenina de Futbol disputó los tres partidos del grupo, siendo titular en cada uno de ellos.
El 8 de julio de 2023 es confirmada dentro de la lista de 23 convocadas para la Copa Mundial Femenina de Fútbol de 2023, siendo este su segundo mundial con el seleccionado mayor.

### Participaciones en Copas del Mundo
| Torneo               | Sede                     | Resultado    | Partidos | Goles | Asistencias |
| -------------------- | ------------------------ | ------------ | -------- | ----- | ----------- |
| Copa Mundial de 2019 | Francia                  | Primera fase | 3        | 0     | 0           |
| Copa Mundial de 2023 | Australia/ Nueva Zelanda | Primera fase | 3        | 0     | 0           |

### Estadísticas
Datos actualizados al último partido jugado el 1 de agosto de 2025.
| Selección | Año   | Amistoso | Amistoso | Copa América | Copa América | Repechaje | Repechaje | Mundial | Mundial | Juegos Panamericanos | Juegos Panamericanos | Copa Oro | Copa Oro | Total | Total |
| Selección | Año   | PJ       | G        | PJ           | G            | PJ        | G         | PJ      | G       | PJ                   | G                    | PJ       | G        | PJ    | G     |
| --------- | ----- | -------- | -------- | ------------ | ------------ | --------- | --------- | ------- | ------- | -------------------- | -------------------- | -------- | -------- | ----- | ----- |
| Argentina |       |          |          |              |              |           |           |         |         |                      |                      |          |          |       |       |
| 2017      | 1     | 0        | 0        | 0            | 0            | 0         | 0         | 0       | 0       | 0                    | 0                    | 0        | 1        | 0     |       |
| 2018      | 2     | 0        | 6        | 0            | 2            | 2         | 0         | 0       | 0       | 0                    | 0                    | 0        | 10       | 2     |       |
| 2019      | 8     | 0        | 0        | 0            | 0            | 0         | 3         | 0       | 5       | 0                    | 0                    | 0        | 16       | 0     |       |
| 2021      | 7     | 0        | 0        | 0            | 0            | 0         | 0         | 0       | 0       | 0                    | 0                    | 0        | 7        | 0     |       |
| 2022      | 7     | 0        | 6        | 2            | 0            | 0         | 0         | 0       | 0       | 0                    | 0                    | 0        | 13       | 2     |       |
| 2023      | 6     | 1        | 0        | 0            | 0            | 0         | 3         | 0       | 5       | 1                    | 0                    | 0        | 14       | 2     |       |
| 2024      | 1     | 0        | 0        | 0            | 0            | 0         | 0         | 0       | 0       | 0                    | 4                    | 0        | 5        | 0     |       |
| 2025      | 6     | 0        | 5        | 0            | 0            | 0         | 0         | 0       | 0       | 0                    | 0                    | 0        | 11       | 0     |       |
| Total     | Total | 38       | 1        | 17           | 2            | 2         | 2         | 6       | 0       | 10                   | 1                    | 4        | 0        | 77    | 6     |

#### Goles internacionales
Listado de goles anotados con la Selección mayor. 
| n.º | Fecha                   | Lugar                                               | Rival   | Gol   | Resultado | Competición                 |
| --- | ----------------------- | --------------------------------------------------- | ------- | ----- | --------- | --------------------------- |
| 1.  | 18 de noviembre de 2018 | Estadio Julio Humberto Grondona, Sarandí, Argentina | Panamá  | 2 – 0 | 4 – 0     | Repechaje Copa Mundial 2019 |
| 2.  | 18 de noviembre de 2018 | Estadio Julio Humberto Grondona, Sarandí, Argentina | Panamá  | 4 – 0 | 4 – 0     | Repechaje Copa Mundial 2019 |
| 3.  | 12 de julio de 2022     | Estadio Centenario, Armenia, Colombia               | Perú    | 3 – 0 | 4 – 0     | Copa América 2022           |
| 4.  | 15 de julio de 2022     | Estadio Centenario, Armenia, Colombia               | Uruguay | 5 – 0 | 5 – 0     | Copa América 2022           |
| 5.  | 17 de febrero de 2023   | Estadio North Harbour, Auckland, Nueva Zelanda      | Chile   | 1 – 0 | 4 – 0     | Amistoso internacional      |
| 6.  | 25 de octubre de 2023   | Estadio Elías Figueroa Brander, Valparaíso, Chile   | Bolivia | 2 – 0 | 3 – 0     | Juegos Panamericanos 2023   |

## Palmarés

### Campeonatos nacionales
| Título             | Club         | País      | Año  |
| ------------------ | ------------ | --------- | ---- |
| Primera División A | River Plate  | Argentina | 2009 |
| Primera División A | River Plate  | Argentina | 2010 |
| Supercopa          | Boca Juniors | Argentina | 2015 |
| Primera División A | Boca Juniors | Argentina | 2020 |
| Primera División A | Boca Juniors | Argentina | 2021 |
| Superfinal         | Boca Juniors | Argentina | 2021 |
| Copa de la Liga    | Boca Juniors | Argentina | 2023 |
| Copa Federal       | Boca Juniors | Argentina | 2023 |

### Campeonatos internacionales
| Título            | Club           | País     | Año  |
| ----------------- | -------------- | -------- | ---- |
| Copa Libertadores | Atlético Huila | Colombia | 2018 |